# Delia euremena
Delia euremena este o specie de muște din genul Delia, familia Anthomyiidae, descrisă de Griffiths în anul 1991.
Este endemică în British Columbia. Conform Catalogue of Life specia Delia euremena nu are subspecii cunoscute.